# Волчковичское водохранилище
Волчковичское водохранилище (бел. Во́ўчкавіцкае вадасхо́вішча) — водохранилище в Минском районе Минской области Белоруссии. Другое название — водохранилище Птичь (бел. Пціч). Расположено на реке Птичь (бассейн Припять) в 6,2 км от Минска. Место подготовки и проведения соревнований спортсменов-воднолыжников. На берегу водохранилища расположен Республиканский центр воднолыжного спорта с круговой канатной дорогой, оборудованная пляжная зона, небольшие еловый и сосновый лесные массивы. К водохранилищу выходят два населённых пункта — Волчковичи и Строчицы. На кладбище у пос. Волчковичи находятся руины разрушенного в 1960-е гг. костела, могила графини Чапской с высоким крестом из черного гранита. Вблизи расположен музей народной архитектуры и быта.
Водохранилище является одним из популярных мест летнего отдыха минчан и местных жителей, летнего и подлёдного лова рыбы.
Водохранилище создано в 1967 году в верховьях реки Птичь путем сооружения земляной плотины высотой до 10 м. Размеры водохранилища 3,5 х 0,5 км, площадь водного зеркала 0,9 км², наибольшая глубина 6,5 м. Объём воды в водохранилище составляет 2,8 млн м³. Сброс воды осуществляется через два водослива шириной по 12,5 м каждый.